# Fédération uruguayenne de basket-ball
La Fédération uruguayenne de basket-ball (Federación Uruguaya de Básquetbol) est une association regroupant les clubs de basket-ball d'Uruguay et organisant les compétitions nationales et les matchs internationaux de la sélection uruguayenne, médaillée de bronze aux Jeux olympiques de 1952 et 1956.
Elle a été fondée en 1915, est affiliée à la FIBA depuis 1936, ainsi qu'à la FIBA Amériques.